# Homero Homem
Homero Homem de Siqueira Cavalcanti (Canguaretama, 5 de janeiro de 1921 – Rio de Janeiro, 17 de julho de 1991) foi um escritor brasileiro.
Nasceu no Engenho Catu, de propriedade de seu pai, em Canguaretama, no Rio Grande do Norte.
Pelo número de edições dos seus livros constata-se que Homero Homem é o mais lido de todos os ficcionistas norte-rio-grandenses e o único com livro traduzido ("Gente delle Rocas", versão italiana de "Cabra das Rocas", por Laura Draghi e Danuza Garcez Ourique - Editora Giunti Marzocco, Florença, 1977). Seu livro "Menino de Asas", publicado em 1968, vendeu mais de 2 milhões de exemplares.
Entre os poetas modernos brasileiros, Homero Homem pode ser definido como neo-romântico, pós-Geração 1945.

## Morte
Homero faleceu de câncer no Rio de Janeiro, no dia 17 de julho de 1991. Encontra-se sepultado no Cemitério de São João Batista, no bairro de Botafogo, zona sul da cidade. Seu túmulo foi revisitado, como forma de homenagem, por Welson Rocha no canal "Meu Brasil de Histórias", do YouTube

## Obras
- Tempo de Amor (Livraria Francisco Alves Editora SA, Rio de Janeiro, 1960 - 2ª edição, 1973);
- Carliteana Carioca (Editora Leitura, 1965 - Obs: os contos deste livro foram incluídos na segunda edição de "Tempo de Amor");
- Cabra das Rocas (primeira edição, pela Tempo Brasileiro, Rio, 1966 e as 2ª, 3ª, 4ª, 5ª, 6ª e 7ª pela Editora Ática, São Paulo);
- Menino de Asas (Gráfica Record Editora, Rio, 1968; 22ª ed., Editora Ática, São Paulo, 1989);
- O Excepcional-Flor que Nasceu com uma Pétala de Mais (Editora Expressão e Cultura, Rio de janeiro, 1973);
- O Goleador (Cia. Editora Americana, Rio, 1974);
- O Moço da Camisa 10 (Livraria José Olympio Editora, Rio, 1978);
- Pelejas de Amor, crônicas e narrativas jovens, com mini poemas de abertura (Editora de Orientação Cultural, Rio, 1978);
- Mundo do Silêncio Verde, novela de ficção científica para jovens (Prêmio Escritor do Mar e Prêmio Nacional de Literatura) (Editora Nórdica, Rio, 1981);

Na área de estudos sociais, um pequeno livro sobre sua terra natal:
- Rio Grande do Norte (Bloch Editores, Rio, 1978).

## Prêmios
- Prêmio Alphonsus de Guimaraens, do INL-MEC, em 1959;[7]
- Prêmio Olavo Bilac, da Academia Brasileira de Letras;
- Prêmio Escritor do Mar, do Clube Naval;
- Prêmio Luísa Cláudio de Sousa, do Pen Clube;
- Prêmio Nacional de Poesia Falada, do Estado do Rio;
- Prêmio D N E R, do Ministério dos Transportes;
- Prêmio Thomas Mann, de ensaio, instituído pela UBE-República Federal Alemã: e
- Prêmio Nacional de Literatura, do INL-MEC, de 1975, pelo conjunto de sua obra poética.